# (7207) Hammurabi
(7207) Hammurabi ist ein Asteroid des Hauptgürtels, der am 24. September 1960 von dem niederländischen Astronomenehepaar Cornelis Johannes van Houten und Ingrid van Houten-Groeneveld entdeckt wurde. Die Entdeckung geschah im Rahmen des Palomar-Leiden-Surveys, bei dem von Tom Gehrels mit dem 120-cm-Oschin-Schmidt-Teleskop des Palomar-Observatoriums aufgenommene Feldplatten an der Universität Leiden durchmustert wurden.
Der Asteroid wurde nach Hammurapi I. benannt, der von 1792 bis zu seinem Tode 1750 v. Chr. der 6. König der ersten Dynastie von Babylonien war und besonders durch die älteste vollständig erhaltene Rechtssammlung, den nach ihm benannten Codex Hammurapi, berühmt wurde.